# 浮気調査
浮気調査とは、一方の配偶者や婚約者又は恋人に浮気の疑いがある際に、その事実を確認する為に実施される行為をいう。調査は疑いを持った人物が自ら行う事もあるが、一般的には、専門の探偵や興信所などの浮気調査を取り扱う調査会社に依頼することも多く行われている。
ここに云う、浮気（うわき）とは、異性交際において本命の恋人と交際関係を維持しながら、無断で他の異性と交際することを指す。但し、厳密には交際する相手は特に異性に限定されていない。
なお、一般に浮気調査という場合には、既婚者が他の異性と肉体関係を結ぶ不倫行為（不貞）の調査も含まれている。

## 浮気調査の目的
浮気又は不貞の事実を知る以外に、下記の目的を持って行われる事が一般的である。
- 相手と別れさせて、お互いの関係を修復する目的（復縁調停を行う）
- 浮気を確定させて離婚を成立させる目的
- 浮気に相手と配偶者（夫又は妻）に対して慰謝料請求を行う
- 離婚の際に相手との交渉（協議・調停・裁判など）を有利に進めたい場合

また、浮気相手に慰謝料請求を行う場合には相手の住所や連絡先がわからないと請求ができない事と、相手の資産又は収入の目安も請求額と密接な関係があるため、相手の住所や職業なども、必要に応じて確認する事も求められている。

### 手段・方法
尾行や張り込みなどを行い、カメラ又はビデオによる撮影などにより、浮気又は不貞の証拠を取得し、報告書にあらわすのが一般的な方法である。
個々の案件についての具体的な手段や方法については、殆どの場合には、依頼者及び調査の対象人物に関わる状況（住居・職業・行動パターンなど）が異なる為、調査業者又は探偵業者との成約時の打ち合わせにより、必要な人員数や使用機材や車両の有無などが取り決めされている。

## 浮気調査会社への依頼
他の者へ対価を支払って浮気調査を依頼する場合、それを受託する者は、探偵業許可証の取得が必要となる。このため浮気調査を有料にて依頼する場合は、探偵業許可証を取得した探偵会社、興信所などに依頼することになる。
一部便利屋など探偵業許可証のない団体・業者などでも浮気調査などの業務募集を行っている場合があるが、これらは即時に違法となる。

### 浮気調査依頼に関する注意点
過去において探偵業の団体が統一的な料金の基準を出そうとした事があったが、平成6年度に公正取引委員会より「興信所の調査に関する標準料金表の作成」に関してのガイドラインが出ており、その中で「団体が標準料金表を作成して価格設定の基準となるものを示すことは，独占禁止法上問題となる」とされている。但し、業界団体であっても協同組合やNPO法人などが「法人として行う料金」を表示することは認められている。
その結果、現在に至るまで、探偵及び調査業界に統一的な料金の基準は無く、個々の業者により、料金体系や算定の基準となるものは各業者によって異なっている。
料金については、時間/円/人数を採用している調査会社が殆どである。
調査においての通常の流れは、
①客が調査会社に、不貞が行われると予測される日時を指定する。
②調査会社はその日張込み調査などを実施する。
③その日に不貞が行なわれれば調査は終了
と言う行程である。
しかし、実際はその日に不貞が行われない場合もあり、不貞が行われるまで、①②の工程を只管（お金が続くまで）実施する必要がある。
調査会社の1日の平均的な調査料金は15万～25万円以上なのでこの金額×日数と大変高額になる場合がある。インターネット広告などに1日1万円や2万円と記載されているが、実際に1日で調査が全て終了することは無いし、調査員の増員や調査の難易度を主張し、最終的には高額（数百万円の請求がくる）の請求（契約）を行う調査会社が殆どである。
一部では日数無制限の定額料金制（調査し放題）を採用する調査会社が存在するが、日数無制限という、実際には不可能なことがらを表明している場合は、事実上何らかの作為があることは明白である。無条件で、対象が結果が見つかるまで永遠に監視し続けるなどの契約はそもそも商法の契約原則から認められない。

### 浮気調査の料金･費用
各業者により異なっているが、多くの業者が採用している料金の算定方法としては、1日3時間から1日5時間からの開始とし、調査員を2名から3名、特殊な案件の場合で難易度が高い場合でも4名程度とするパック制を基礎としている。ただし、最低の契約単位が1日8時間から10時間、調査員4名又は5名からとする業者も一部で存在している。また、業者によって1日単位からの契約を受け付ける業者もあれば、最初から1週間単位での契約を前提としている業者や中には数か月単位で契約する業者もある。
また、浮気調査は「尾行・張り込み」が前提となるので、調査相手に発覚する事があれば、以後の調査の継続が困難又は不可能となるばかりでなく、業者にとっても、軽犯罪法の「つきまとい行為」に該当する可能性も生じるなど調査には慎重性と技術力が求められている。
この為、浮気調査を依頼する側としては、複数の業者による「相見積もり」（複数の取引先などに同条件で見積もりを提出させ、比較すること）が求められている。但し、各業者間でも調査技術や能力などにバラつきがあり、どの団体に加盟しているかや業者の規模、その料金水準によって、一概に判断できないという問題もある。しかし、幾ら見積りが存在しても調査が長引くこともあるので、加算式料金制度を採用している場合、調査日数（回数）が増加するればその分金額も跳ね上がる仕組みになる。よって見積もり金額のみで「浮気調査」が完了するとは限らない。更に、浮気相手が存在しても、その人物の個人情報を取得できなければ、裁判や交渉がスタートできないので、その部分の費用は別途必要である。（別途１０蔓延程度）

#### 成功報酬制
浮気調査に関して成功報酬制を表示している業者も見受けられるが、その内容や料金水準は各業者間で異なり、成功の基準も「不貞の証拠が取得」できたことを意味しないものから、証拠が取得できた時には、通常の調査料金に成功報酬額がプラスされるものや証拠が取得できた時に成功報酬額を支払うシステムまで各業者により様々である。また、不貞調査の場合何をもって成功とするのを明確にする必要がある。例えば写真撮影が成功したと言っても、実際に裁判でその証拠が採用されない場合もあるし、「反論調査」「反論鑑定」を行う調査会社に証拠を無効にされる場合もある。

#### 契約時の注意点
依頼する側が調査業者を判断する基準として、適法に営業活動が行われているか、また、法律に基づいて契約が行われているか、更に、モラルや意識が低く、お客様を籠絡、若しくは、錯誤や誤解させる悪質な探偵社を見分ける為には次のことに注意すべきである。
1. 事務所の所在地を確認する
2. 探偵業の届け出を行っているか、その番号を確認する
3. 法律に基づき、重要事項説明書を含む契約書類の交付があるか
4. 契約書に代表者の名前と、契約担当者の名前が記載されているか
5. 強引に契約しようとしていないか
6. 加算式料金方式を採用していないか確認する。
7. 自社で調査を行わず下請けに丸投げしていないか確認する
8. 諸経費の名称を付帯費用などと、ごまかしの明記にしていないか
9. 諸経費に消費税が加算されていないか
10. 根拠も無いのに業界最安値など過剰広告を行っていないか
11. 数社で共謀しインターネット広告を頻繁に出し、更に順位を意図的に操作し、さも、業界ＮＯ１がＨ社　ＮＯ２がＡ社　ＮＯ３がＦ社とお客様が錯誤する広告を出していないか

なお、海外での浮気調査に関しては、その国の法律により日本の探偵業者が調査行為を行う事が禁止されている場合や、探偵業そのものを禁止している国や該当国の探偵の資格又はライセンスを必要とする場合もある。例えば、日本の探偵が、直接、アメリカや韓国へ行き、調査を行うと違法行為となり、現地の法律で処罰されることとなる。
また、調査対象者が車両によって移動する場合においても、位置情報の発信機（ＧＰＳ）などの機器を該当車両に設置する行為は、設置する目的で敷地内に入ると住居侵入罪が、その機器を改造している場合には電波法違反に該当するので、そのような業者には注意が必要である。このようなケースでも探偵業者には車両又はバイク等による尾行による調査方法が求められているが、客が自分の車にGPSなどを取り付ける行為は完全に合法であるので、調査会社側に、法律知識を正しく持っているかなどモラルや良識が求められている。また、いくら自社広告で「高度な調査」と歌っても肝心な法律知識（裁判所が採用する証拠についての理解度）が記載されていない、もしくは、裁判時の尋問（証人尋問）に出られない探偵社は、探偵社と名乗る資格がない低レベルな会社であると言える。
法令上の理由以外としては、発信機などで追いかけた場合その道中でどんな人と会ったか分からないこと、その途中で相手を乗せた場合、何時に何処で誰と待ち合わせして何処に向かったかなど詳細な報告が出せないと思われているが、高度な技術を持つ調査会社では、対象者の行動パターンなどを詳細に分析することも出来る。

## 不貞調査と探偵業法
2007年6月1日に施行された、探偵業の業務の適正化に関する法律（たんていぎょうのぎょうむのてきせいかにかんするほうりつ）により、「他人の依頼を受けて」「人の所在又は行動について」「面接による聞き込み」「尾行、張り込み」などに類する実地の調査やその営業を行うには、事務所の所在する各都道府県の公安委員会へ探偵業者としての届出を要する事となっている。また、調査契約時には依頼者との間で次の書面を取り交わすことが求められている。
1. 依頼者から、調査結果を違法に用いない旨の書面の交付を受けなければならないこと
2. 依頼者に対し、契約の重要事項について書面を交付して説明しなければならないこと
3. 契約締結後に、依頼者に対し、契約の内容を明らかにする書面を交付しなければならない。

さらに、依頼者に交付する書面の内容には、探偵業法第8条に基づき、探偵業務の対価と、他の当該探偵業務の依頼者が支払う金銭の額（諸経費を含む合計金額の提示）を行う必要があり、同時に、代金の支払い期日、その支払い方法も提示する必要がある。さらに調査時間が延長となった場合などを含めた追加料金又は費用についての「諸経費の上限額」も同時に提示をすることが求められている。